# 후난성
후난성(중국어: 湖南省, 병음: Húnán Shěng) 또는 호남성은 중화인민공화국 남부의 성이다. 이름은 둥팅호(洞庭湖) 남쪽이라는 데에서 유래했다. 북쪽에 후베이성, 동쪽에 장시성, 남쪽에 광둥성, 남서쪽에 광시 좡족 자치구, 서쪽에 구이저우성, 북서쪽에 충칭이 접하고 있다.

## 지리
후난성은 장강의 남쪽에 위치하고 상하이에서 1000km, 베이징에서 1200km, 광저우에서 500km 떨어져있다.
후난은 동경 109°~114° , 북위 20°~30°사이에 위치해있다. 성의 동쪽, 남쪽, 서쪽 면은 북서쪽의 우링산맥, 서쪽의 쉐펑산맥, 남쪽의 난링산맥, 동쪽의 뤄샤오산맥과 같은 산과 구릉으로 둘러싸여있다. 산과 구릉이 전체 면적의 80%를 차지하고 성 전체의 20%이하가 평야로 이루어져있다.
후난성 북쪽의 둥팅호에서 상강 (후난성), 자강, 원강이 장강으로 모인다. 북부와 중부는 다소 낮은 U자 모양의 분지이고 북쪽으로 둥팅호와 함께 열려있다. 후난성의 거의 대부분은 창 강의 4개의 지류의 분지에 놓여있다.
둥팅호는 성에서 가장 큰 호수이자 중국에서 두 번째로 큰 담수호이다. 농업을 위한 땅의 매립 때문에 둥팅 호는 몇 개의 작은 호수들로 나뉘었고 비록 간척을 유보하는 경향이 있기는 하지만 호수 주변의 습지에 피해를 미치고 있다.
후난의 기후는 아열대성 기후로 겨울이 따뜻하고 강수량이 풍부하다. 1월 평균기온은 3~8 °C이고 7월 평균기온은 27~30 °C이다. 연평균 강수량은 1200~1700mm이다.

## 역사
후난의 원시림은 현대의 먀오족, 투자족, 야오족의 조상들이 처음 차지하였다. 중국의 역사에 들어오게 된 것은 동주 때인 BC350년 경으로 초나라의 일부가 되었다. 몇 백년 이후에 북쪽에서 한족이 이주해오기 시작했고 계곡과 평원의 거의 대부분의 숲이 제거되고 농경지가 되었다. 이 때에 후난 성의 많은 마을들의 이름은 이곳에 정착한 한족 가족들에서 유래하였다. 북쪽에서의 이주는 특히 유목민의 침입자들이 한족을 남쪽으로 내몰던 동진 때와 남송 때 두드러지기 시작했다.
오대 십국 시대에 후난은 독립 정권인 초나라의 본거지였다. 후난과 후베이는 청나라 때까지 후광 성(湖廣省)의 일부가 되었다고 한다. 후난은 창강 주변에 위치하여 중요한 교통의 중심이 되었다. 또한 제국 도로가 북중국과 남중국 사이에 건설되었다. 땅은 풍부한 곡물을 생산했고 심지어 넘쳐나서 중국의 다른 지역에 식량을 공급했다. 인구는 19세기까지 계속 증가했고 인구과잉 상태가 되어 농민 반란이 일어나기 쉬운 환경이 되었다.
태평 천국 운동이 1850년대에 남쪽의 광시 성에서 시작되었다. 반란군은 후난 성과 창 강 계곡을 따라 동쪽으로 퍼져나갔다. 마지막에 증국번이 이끄는 후난 인의 군대는 1854년에 난징으로 격해 반란군을 진압했다.
후난은 1910년에 무너져가는 청나라에 대항하는 반란이 일어나기까지 상대적으로 평온했고 뒤이어 1927년에는 공산주의자들의 추수 봉기가 있었다. 이 봉기는 후난 성 출신의 마오쩌둥이 이끌었고 그는 1927년에 단명한 후난 소비에트를 설립했다. 공산주의자들은 1934년까지 게릴라 군대를 후난 성과 장시성 경계의 산지 지역을 근거지로 삼아 유지했다. 국민당 군대의 압박으로 유명한 장정이 시작되었고 근거지는 산시성으로 옮겨갔다. 공산주의자들이 출발한 후에 중일전쟁이 발발했고 국민당 군대는 일본군에 대항해 싸웠다. 그들은 1944년에 함락되기까지 성도 창사를 방어했다. 일본은 우창부터 광저우까지의 철도(웨한 철도)를 통제하는 계획인 일호작전을 시작했다. 후난은 1945년에 일본을 패배시킨 후에 일어난 국공내전 때 상대적으로 피해를 덜 입었다. 1949년에 공산당은 국민당을 남쪽으로 후퇴시키고 후난 성으로 돌아왔다.
마오쩌둥의 고향으로 1966~1976년의 문화대혁명을 지지했다. 그래서 1976년에 마오쩌둥의 사후에도 덩샤오핑의 개혁 채택이 다른 성에 비해 느렸다.
이전의 중국 국무원총리였던 주룽지도 후난 사람이다. 중화민국의 전 총통 마잉주도 본적지가 후난이다.

## 경제
후난의 전통적인 작물은 쌀이다. 둥팅호 지역은 모시 생산의 중심이고 후난은 또한 차 재배의 중심이다.
렁수이장 지역은 휘안광 광산으로 유명하고 중국의 안티몬 추출의 주요한 중심지 중 하나이다.
2008년 명목 GDP는 1조 1200억 위안(1640억 달러)였다. 1인당 GDP는 17521위안(2565달러)이었다.

## 주민
2000년의 인구 조사에 따르면 후난 성의 인구는 6440만 명이었고 41개의 민족으로 이루어져있었다. 이 중 89.79%(5783만 명)가 한족이고 10.21%(658만 명)이 소수 민족이었다. 주요 소수 민족으로 투자 족, 먀오 족, 둥 족, 야오 족, 후이 족, 바이 족, 좡 족, 위구르 족 등이 있다.

## 행정 구역
후난성은 13개 지급시에 1개 자치주로 구성되었으며 산하에 35개시할구 63개현 17개현급시 7개 자치현이 있다

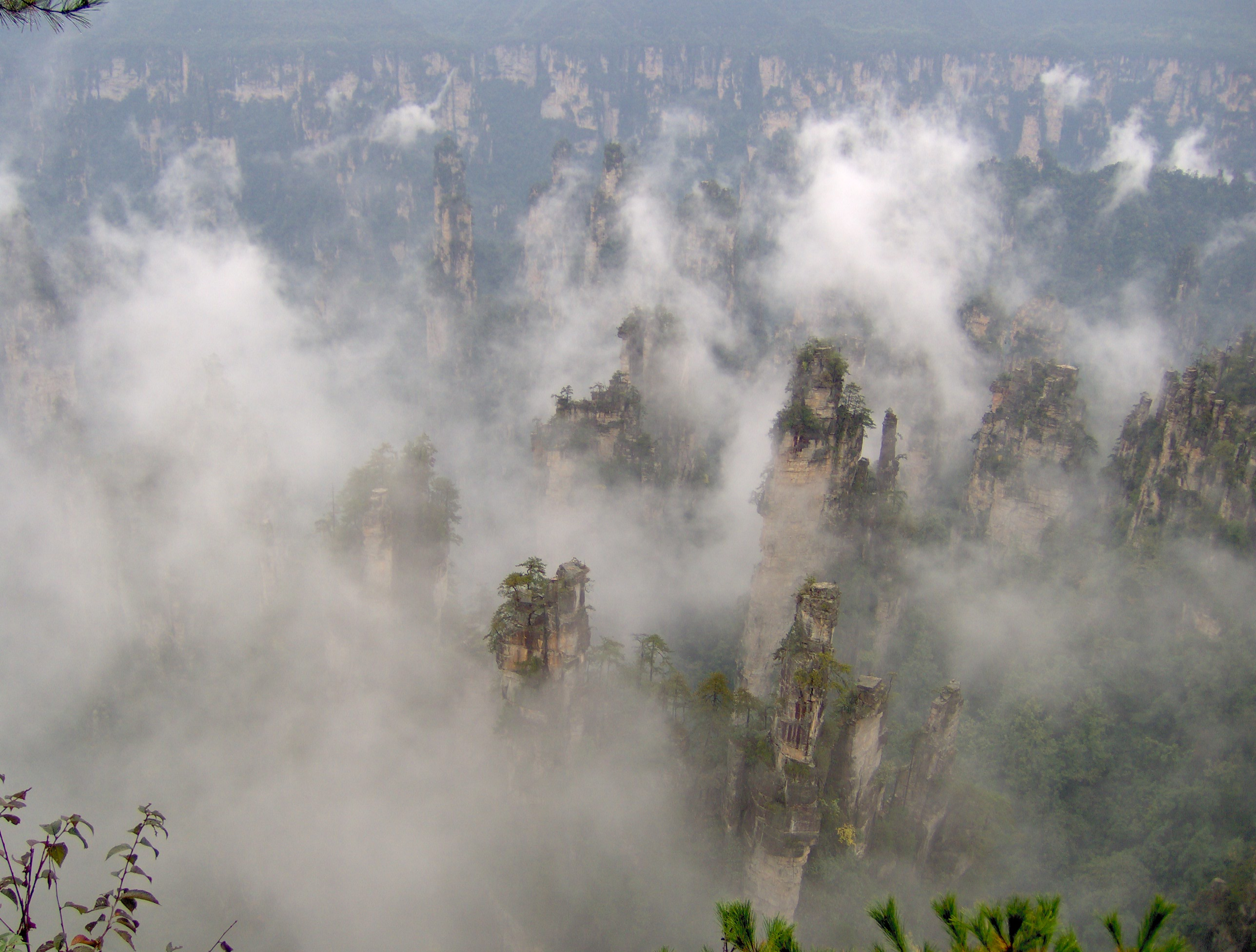
장자제(장가계)

| 후난 성의 행정구역 | 후난 성의 행정구역                               | 후난 성의 행정구역   | 후난 성의 행정구역               | 후난 성의 행정구역 | 후난 성의 행정구역 | 후난 성의 행정구역 |
| ------------------ | ------------------------------------------------ | -------------------- | -------------------------------- | ------------------ | ------------------ | ------------------ |
|                    |                                                  |                      |                                  |                    |                    |                    |
| №                  | 이름                                             | 한자                 | 병음                             | 면적 (Km2)         | 인구 (2010년)      | 시청소재지         |
| 지급시             |                                                  |                      |                                  |                    |                    |                    |
| 1                  | 창사시 (장사시)                                  | 长沙市               | Chángshā Shì                     | 11,819.46          | 7,044,118          | 웨루 구            |
| 2                  | 창더시 (상덕시)                                  | 常德市               | Chángdé Shì                      | 18,177.18          | 5,747,218          | 우링 구            |
| 3                  | 천저우시 (침주시)                                | 郴州市               | Chēnzhōu Shì                     | 19,317.33          | 4,581,778          | 베이후 구          |
| 4                  | 헝양시 (형양시)                                  | 衡阳市               | Héngyáng Shì                     | 15,302.78          | 7,141,462          | 정샹 구            |
| 5                  | 화이화시 (회화시)                                | 怀化市               | Huáihuà Shì                      | 27,562.72          | 4,741,948          | 허청 구            |
| 6                  | 뤄디시 (누저시)                                  | 娄底市               | Lóudǐ Shì                        | 8,107.61           | 3,785,627          | 러우싱 구          |
| 7                  | 사오양시 (소양시)                                | 邵阳市               | Shàoyáng Shì                     | 20,829.63          | 7,071,826          | 다샹 구            |
| 8                  | 샹탄시 (상담시)                                  | 湘潭市               | Xiāngtán Shì                     | 5,006.46           | 2,748,552          | 웨탕 구            |
| 9                  | 이양시 (익양시)                                  | 益阳市               | Yìyáng Shì                       | 12,325.16          | 4,313,084          | 허산 구            |
| 10                 | 융저우시 (영주시)                                | 永州市               | Yǒngzhōu Shì                     | 22,255.31          | 5,180,235          | 렁수이탄 구        |
| 11                 | 웨양시 (악양시)                                  | 岳阳市               | Yuèyáng Shì                      | 14,897.88          | 5,477,911          | 웨양러우 구        |
| 12                 | 장자제시 (장가계시)                              | 张家界市             | Zhāngjiājiè Shì                  | 9,516.03           | 1,476,521          | 융딩 구            |
| 13                 | 주저우시 (주주시)                                | 株洲市               | Zhūzhōu Shì                      | 11,262.20          | 3,855,609          | 톈위안 구          |
| 자치주             |                                                  |                      |                                  |                    |                    |                    |
| 14                 | 샹시 투자족 먀오족 자치주 (상서토가족묘족자치주) | 湘西土家族苗族自治州 | Xiāngxī Tǔjiāzú Miáozú Zìzhìzhōu | 15,462.30          | 2,547,833          | 지서우 시          |

## 관광
- 장가계 무릉원
- 악양루 (웨양 시)
- 형산 (남악)

## 교육
- 중난 대학 (中南大学)
- 후난 대학 (湖南大学)
- 후난 사범대학 (湖南師範大学)
- 샹탄 대학 (湘潭大学)
- 중난 공업대학 (中南工業大学)
- 후난 농업대학(湖南農業大学)

## 같이 보기
- 초 (춘추 전국)